# Андриј Вороњин
Андриј Викторович Вороњин (укр. Андрій Вікторович Воронін; 21. јул 1979, Одеса) је бивши украјински фудбалер, а тренутно је помоћни тренер у Динамо Москви.

## Играчка каријера

### Клупска каријера
Вороњин је напустио Черноморец Одесу још у омладинској школи, па је отишао у немачку Борусију Менхенгладбах. Године 2000. прелази у Мајнц, који је тада био друголигаш исто као и Борусија Менхенгладбах. У Мајнцу је провео 3 сезоне, у трећој сезони је био најбољи стрелац Друге Бундеслиге, али Мајнц ипак није успео да се пласира у Прву Бундеслигу. Наредне сезоне, 2003/04, прелази у Келн, где је играо једну сезону, а након Келна прелази у Бајер Леверкузен, где је играо 3 сезоне. У Бајеру игра редовно, за 3 сезоне је на 119 утакмица постигао 37 голова, а онда 2007. године прелази у Ливерпул.
У Ливерпулу је почео добро, постигао је свој први гол у другој утакмици у Премијер лиги против Сандерленда. Почео је све мање да игра, а онда је у јануару 2008. повредио зглоб, због чега је пропустио 2 месеца. На почетку сезоне 2008/09. позајмљен је берлинској Херти. У Херти игра редовно, а након тога се враћа с позајмице и остаје у Ливерпулу до краја 2009. Године 2010. прелази у Динамо Москву, где остаје до завршетка каријере 2014. године.

### Репрезентативна каријера
Вороњин је за репрезентацију Украјине дебитовао у пријатељској утакмици против Румуније 27. марта 2002. године. Са Украјином је учествовао на Светском првенству 2006, где је Украјина дошла до четвртфинала, и на Европском првенству 2012. године. За Украјину је одиграо 75 утакмица и постигао 8 голова.

## Тренерска каријера
Вороњин је тренерску каријеру почео 2017. године у немачком нижелигашу Бидеричу. Од 2020. је помоћни тренер у Динамо Москви.

## Трофеји
Индивидуални
- Најбољи стрелац Друге Бундеслиге Немачке: 2002/03
- Фудбалер године у Украјини: 2011